# Medianera de todas las gracias
Medianera de todas las gracias es un título que la Iglesia católica da a la Santísima Virgen María; como Madre de Dios, incluye el entendimiento de que es medianera de la gracia divina. Además de Medianera, en la Iglesia se le dan otros títulos: Abogada, Auxiliadora, Benefactora. En una encíclica papal del 8 de septiembre de 1894, el Papa León XIII dijo: "El recurso que tenemos a María en la oración se sigue del oficio que ella desempeña continuamente junto al trono de Dios como Mediadora de la gracia divina".
El Concilio Vaticano II se refirió en su documento Lumen gentium a María como "Abogada, Medianera, Auxiliadora y Mediadora".

## Propuesta de definición dogmática
En 1896, el sacerdote jesuita francés René-Marie de la Broise interpretó la encíclica papal del Papa León XIII Octobri mense' como enseñanza de que todas las gracias de Jesucristo se imparten a través de María. Broise propuso que el pontífice hiciera una definición dogmática sobre el papel de María en la distribución de todas las gracias, pero no exigió que fuera en la forma de declararla mediadora de todas las gracias.
En la Iglesia católica hay muchos niveles de enseñanza, el más alto de los cuales es una enseñanza dogmática. No obstante, también existen enseñanzas definitivas que no han sido declaradas como dogmas, pero que podrían serlo en el futuro:

textEl hecho de que estas doctrinas puedan no ser propuestas como formalmente reveladas, [...] no disminuye en absoluto su carácter definitivo, exigido al menos por su conexión intrínseca con la verdad revelada. Por otra parte, no se puede excluir que, en un determinado momento del desarrollo dogmático, la comprensión de las realidades y de las palabras del depósito de la fe pueda progresar en la vida de la Iglesia, y el Magisterio proclame algunas de estas doctrinas también como dogmas de fe divina y católica.

## Celebración en Bélgica
En Bélgica, 8 años después, el sacerdote redentorista François Xavier Godts escribió un libro, De definibilitate mediationis universalis Deiparae (Sobre la definibilidad de la mediación universal de la Madre de Dios), proponiendo precisamente que se definiera que María es la Mediadora de todas las gracias. En abril de 1921, Désiré-Joseph Mercier, Cardenal Arzobispo de Malinas, Bélgica, escribió a sus hermanos obispos en apoyo de esto.
En respuesta a las peticiones de Bélgica, incluida una firmada por todos sus obispos, la Santa Sede aprobó en 1921 la celebración anual en ese país de una fiesta de María Mediadora de Todas las Gracias. En las impresiones del Misal Romano desde esa fecha hasta 1961, la Misa de María Mediadora de Todas las Gracias se encontraba en el apéndice Missae pro aliquibus locis (Misas para algunos lugares), pero no en el Calendario romano general para su uso dondequiera que se celebre el Rito Romano. Otras misas autorizadas para su celebración en distintos lugares el mismo día 31 de mayo fueron las de la Santísima Virgen María Reina de Todos los Santos y Madre del Amor Hermoso y Nuestra Señora del Sagrado Corazón de Jesús. En la actualidad, la celebración belga ha sido sustituida por una conmemoración facultativa el 31 de agosto de la Virgen María Mediadora.

## Oposición académica a la definición dogmática
A pesar de las peticiones de un nuevo dogma mariano, los Padres del Vaticano II y los Papas que presidieron el Concilio, Juan XXIII y Pablo VI decidieron no proceder a nuevas definiciones dogmáticas. El decreto Lumen gentium del Vaticano II advertiría sobre el título de "Mediadora" que: "Esto, sin embargo, debe entenderse de tal manera que ni quita ni añade nada a la dignidad y eficacia de Cristo único Mediador".
En agosto de 1996, un Mariología Congreso se celebró en Czestochowa, Polonia, donde se estableció una comisión en respuesta a una petición de la Santa Sede. El congreso recabó la opinión de los estudiosos allí presentes sobre la posibilidad de proponer un quinto dogma mariano sobre María como Corredentora, Medianera y Abogada. La comisión declaró por unanimidad que "no es oportuno abandonar el camino trazado por el Concilio Vaticano II y proceder a la definición de un nuevo dogma, definir un quinto dogma mariano sobre esos títulos." La Declaración de Czestochowa observó que, si bien se puede dar a estos títulos un contenido conforme al depósito de la fe, sin embargo tales "títulos, tal como se proponen, son ambiguos, ya que pueden entenderse de maneras muy diferentes".

## Campaña continua
Grupos de laicos y clérigos, lo que se ha llamado "un movimiento pequeño pero creciente", siguen actuando para proclamar el dogma de la mediación universal de María. Uno de estos grupos se autodenomina Vox Populi Mariae Mediatrici. El 8 de febrero de 2008, cinco cardenales publicaron una petición solicitando al Papa Benedicto XVI que declarara a la Santísima Virgen María tanto Corredentora como Mediadora, y más de 500 obispos añadieron posteriormente sus firmas. La revista Inside the Vatican' y el Colegio Santo Tomás Moro organizaron una mesa redonda de un día sobre la cuestión en Roma el 25 de marzo de 2010.
En diciembre de 2019, en una misa en la Basílica de San Pedro celebrando la fiesta de Nuestra Señora de Guadalupe, el Papa Francisco dijo al referirse a una imagen de La Morenita que le venían a la mente tres términos, mujer, madre y mestiza; este último porque "María hace de Dios un mestizo, verdadero Dios pero también verdadero hombre."  También desaconsejó las propuestas de un nuevo título dogmático. "Cuando nos vengan con el cuento de declararla tal o hacer tal dogma, no nos perdamos en tonterías [en español, tonteras]", dijo."

## Devoción en Filipinas
.

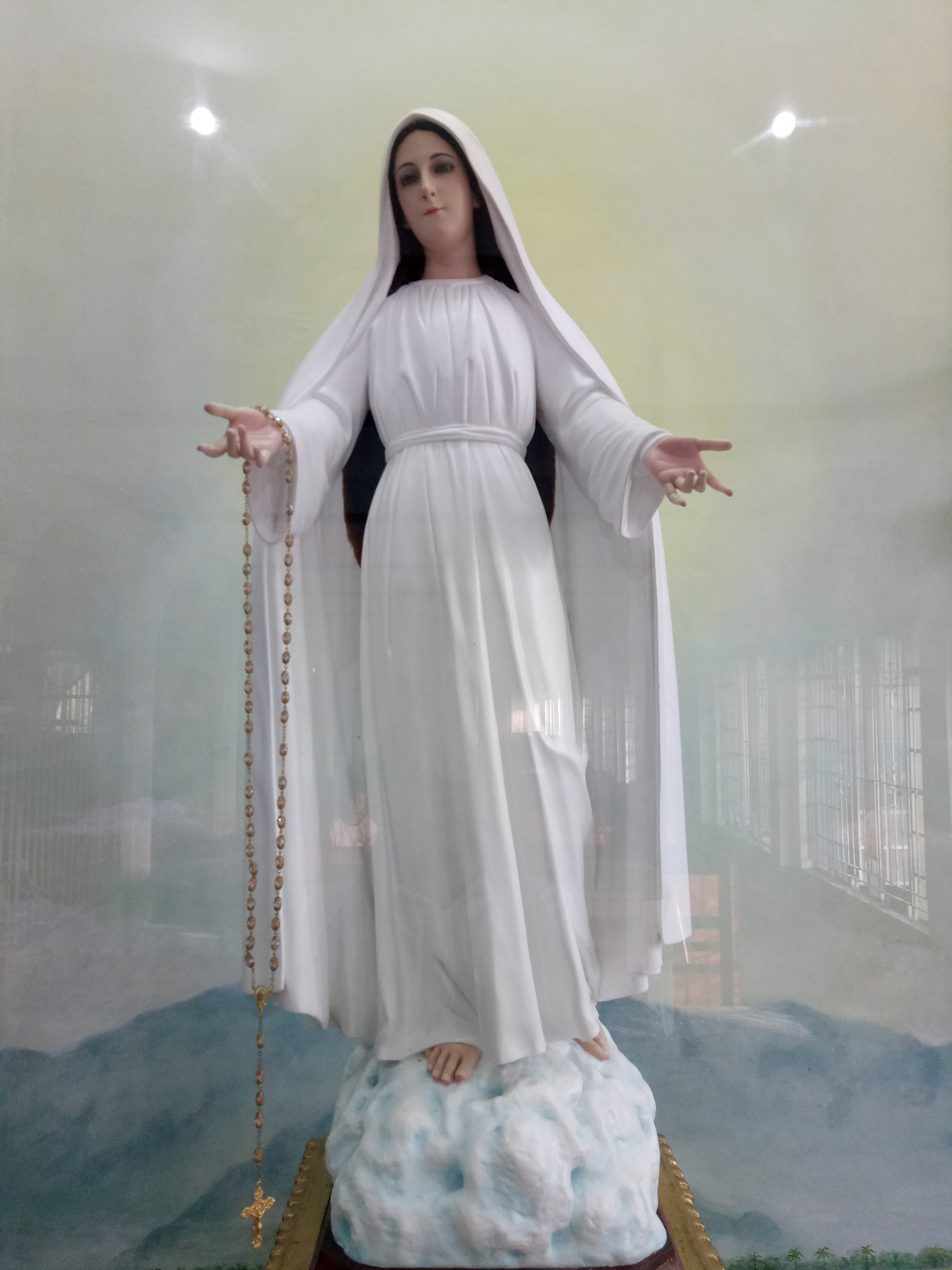
Estatua de María, Mediadora de todas las Gracias en el convento carmelita de Lipa

Entre la Católicos filipinos, el término "Mediadora" se asocia a una supuesta aparición de la Virgen María en 1948 a Teresita Castillo, con el título María, Mediadora de todas las gracias en el monasterio  carmelita de Lipá, Batangas, Filipinas. Ramón Argüelles, arzobispo emérito de Lipa, declaró su creencia personal en la veracidad de las apariciones de 1948, animando a venerar a María bajo ese título.
La aparición es muy conocida en Filipinas y entre la emigración filipina, sobre todo por los pétalos de rosa conservados que cayeron del cielo y que se afirman milagrosos. La embajadora filipina ante la Santa Sede Mercedes Arrastia Tuason es una conocida devota de las apariciones, y exhibe una gran estatua en su oficina consular en Roma.
La mística y estigmatizadora Emma de Guzmán, fundadora del Grupo Internacional de Oración "La Piedad", que en su día recibió la aprobación eclesiástica local, afirmó que María había declarado ser "la Mediadora de pie frente al Mediador". Este dictamen del obispo local fue anulado en mayo de 2016 por la Congregación de la Doctrina de la Fe declaró que había rechazado el decreto de la autoridad local citando la declaración del Papa Pío XII en 1951 de que las apariciones "no eran de origen sobrenatural" para ser definitivo.